# Juanulloa parviflora
Juanulloa parviflora là loài thực vật có hoa trong họ Cà. Loài này được (Ducke) Cuatrec. mô tả khoa học đầu tiên năm 1958.